# Ашраф Пахлаві
Ашраф Пахлаві (перс. اشرف پهلوی; 26 жовтня 1919, Тегеран, Іран — 7 січня 2016, Монте-Карло, Монако) — принцеса Ірану, сестра-близнюк останнього шахиншаха Ірану Мохаммеда Рези Пахлаві. Дипломат, правозахисниця, феміністка, письменниця та перекладачка. У 1934 році першою з жінок Ірану відмовилася від паранджі. Після Ісламської революції 1979 вимушена покинути країну.

## Життєпис
Народилася в Тегерані 26 жовтня 1919 через 5 годин після брата-близнюка Мохаммеда у сім'ї майбутнього шахиншаха Ірану Рези Шаха Пахлаві і його другої дружини Таджоли ол-Молук. Мала 10 братів і сестер.
На початку 1930-х разом з матір'ю та старшою сестрою Шамс стали одними з найперших жінок, які відмовилися від паранджі.
Отримала навчання вдома. Їй не дозволено було відвідувати університет. У 18 років вступила в шлюб з Мірзою Ханом Гхавамом. Це був політичний союз.
У 1946 відвідала СРСР, зокрема, музей-садибу Архангельське, що у Красногорському районі Московської області, а також з триденним візитом побувала в Києві. Була нагороджена орденом Трудового Червоного Прапора.
У 1953 була ключовою фігурою у державному перевороті, який відбувся з 15 по 19 серпня, наслідком якого стало повалення демократично обраного уряду Національного фронту Ірану. Переворот був організований за допомогою ЦРУ та SIS за пізнішою згодою самого шахиншаха. Ашраф неодноразово була присутньою на зустрічах з агентами ЦРУ, на яких обговорювалася можливість її впливу на дії шахиншаха, через те, що вона була єдиною жінкою, до якої він прислухався і яка мала вплив на нього. За версіями істориків Мохаммед Пахлаві самостійно ухвалив рішення про переворот і без порад Ашраф, яка спочатку вагалася, але все ж погодилася на рекомендації агентів ЦРУ.
Була активною правозахисницею, зокрема відстоювала права жінок в Ірані. У 1967 увійшла до комісії ООН з прав людини і комісії ООН у справах жінок. У 1975 вона з трибуни Генеральної Асамблеї ООН звернулася до членів Організації.
Після революції в Ірані 1979 року виїхала з країни. Писала мемуари. Жила спочатку у Франції. Неодноразово відвідувала США. У 1994 була присутньою на похоронах Річарда Ніксона.
Померла 7 січня 2016 у Монте-Карло, Монако.

## Титул
- Її імператорська високість принцеса Іранська Ашраф ол-Молук Пахлаві (1925—1979).

## Нагороди
| Стрічка | Назва                                               |
|         | Орден Сонця (Іран)                                  |
|         | Орден Плеяди (Іран)                                 |
|         | Орден Червоного Лева і Сонця (Іран)                 |
|         | Орден Цариці Савської (Ефіопія)                     |
|         | Орден «За заслуги перед ФРН» (ФРН)                  |
|         | Орден Трудового Червоного Прапора (СРСР)            |
|         | Орден Оранського Дому (Нідерланди)                  |
|         | Королівський Вікторіанський орден (Велика Британія) |